# Ссудо-сберегательное товарищество
Ссудо-сберегательное товарищество — вид кооперативного учреждения мелкого кредита, существовавший в России во второй половине XIX в. и первой половине XX в. Целью ссудо-сберегательных товариществ было краткосрочное кредитование крестьян, ремесленников и мелких торговцев. Основой деятельности ссудо-сберегательных товариществ являлся паевой капитал, который должен был вноситься членами ссудо-сберегательного товарищества.

## Принципы управления ссудо-сберегательным товариществом
Высшим органом ссудо-сберегательного товарищества являлось общее собрание товарищей ссудо-сберегательного кредитного товарищества, а с 1904 года также собрание уполномоченных. Его ведению подлежало рассмотрение и утверждение всех правил по операциям товарищества, а также сметы и годовых отчетов; назначение процентов по ссудам, вкладам и займам; разрешение жалоб на правление и наблюдательный совет.
Правление вело все дела ссудо-сберегательного товарищества. К его обязанностям относилось: составление правил деятельности товарищества, разрешение и выдача ссуд, прием и возврат вкладов. Члены правления выбирались на общем собрании товарищей закрытым голосованием.
Наблюдательный совет следил за тем, чтобы исполнялся устав товарищества, правила и постановления общего собрания. Наблюдательный совет следил за сохранностью капитала и имущества товарищества. Для этого совет проверял не реже одного раза в месяц наличные деньги, процентные бумаги и другое имущество и сверял их с бухгалтерскими реестрами. На наблюдательном совете лежала проверка годового отчета и представление его общему собранию со своим заключением. Члены наблюдательного совета избирались на общем собрании товарищей закрытым голосованием.

## Операции ссудо-сберегательных товариществ
Ссудо-сберегательные товарищества осуществляли два вида операций — операции со своими членами и операции с любыми лицами. Ссудо-сберегательные товарищества могли выдавать ссуды только своим членам. Операции по привлечению вкладов могли осуществляться с любыми лицами. Основной операцией товарищества была выдача ссуд. Ссуды выдавались только членам ссудо-сберегательного товарищества либо по личному доверию, либо по поручительству, либо под залог. Кредит каждому члену товарищества может быть назначен не выше определенной при учреждении товарищества суммы. Назначение, изменение или закрытие кредитов возлагалось общим собранием на правление или совет, либо на оба этих органа управления. Выдавая ссуду, правление товарищества справлялось у заемщика, на что она ему нужна, и давало деньги только на полезное дело. Товарищество для выдачи ссуд берет деньги из основного капитала, который каждое кредитное товарищество должно иметь в размере не менее суммы, установленной в уставе товарищества при его учреждении. Для расширения дела ссудо-сберегательное товарищество принимало вклады и привлекало займы. Общее собрание устанавливало подробные правила по вкладам, определяло наименьший и наибольший их размер; ограничивало их общую сумму, назначало по ним сроки выплаты и процент.

## История ссудо-сберегательных товариществ

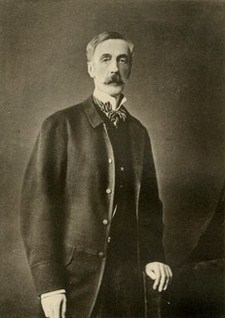
Васильчиков Александр Иларионович

В России первая попытка организовать мелкий народный кредит относится к 1865 г., когда С. Ф. Лугинин основал первое ссудо-сберегательное товарищество по шульце-деличевскому типу в Рождественской волости Ветлужского уезда Костромской губернии. В 1867 г. министру финансов было предоставлено разрешать, по соглашению с министром внутренних дел, открытие товариществ, имеющих задачей мелкий краткосрочный кредит. Вслед за тем вопрос о народном кредите был поднят, в 1868 г., в новгородском земстве (ассигновавшем 10000 руб. на выдачу открываемым товариществам ссуд) и в петербургском обществе сельского хозяйства (1870 г.) и получил твердую опору в основанном московским обществом сельского хозяйства комитете о сельских ссудо-сберегательных и промышленных товариществах (1871 г.). С 1872 г. при комитете открыто петербургское отделение, к которому главным образом и перешла руководящая и направляющая деятельность по народному мелкому кредиту. Одним из организаторов комитета о сельских ссудо-сберегательных и промышленных товариществах был А. И. Васильчиков. Особая комиссия при московском обществе сельского хозяйства выработала в 1871 г. образцовый устав, который был одобрен министерством финансов.
За семидесятые годы XIX века число товариществ значительно возросло; в основании их принимали деятельное участие земства, частные лица и государственный банк, открывавший кредит новым товариществам. Далеко не все учрежденные товарищества с успехом развивали свою деятельность; целый ряд их через несколько лет пришел в упадок и должен был даже ликвидировать свои дела. Причиной этому служили прежде всего недостатки личного состава правлений; иногда во главе товариществ оказывались люди недостаточно опытные и сведущие; бывали случаи прямой недобросовестности и злоупотреблений. Наилучших результатов достигали те товарищества, в которых участвовали местные интеллигентные силы, руководившие новым делом. Другой причиной неуспеха являлась неуплата членами в срок своих долгов; так как 9-месячный кредит оказывался по большей части слишком краткосрочным, то производилась отсрочка уплаты, переписка обязательств, принимавшая подчас систематический характер; при таких условиях происходили серьёзные затруднения в случае необходимости возвращать чужие капиталы, взятые для оборота. Несмотря на единичные случаи закрытия и ликвидации ссудо-сберегательных товариществ, число их росло и достигло такой величины, что среди деятелей стала ощущаться потребность съехаться и поделиться накопившимся опытом. С этой целью было организовано несколько местных съездов деятелей ссудо-сберегательных товариществ: в Пскове (1875), в Москве (1876), в Смоленске (1877) и в Пскове (1879). После периода оживления, к концу 80-х гг. замечается в области мелкого кредита некоторый упадок энергии и остановка в развитии. С последним десятилетием затрудненное положение русского крестьянства снова привлекает внимание общества и правительства к делу народного кредита, и снова замечается оживление по части устройства новых ссудо-сберегательных товариществ и выработки лучших типов мелкого кредита.
В соответствии с 23-м отчетом комитета о ссудо-сберегательных и промышленных товариществах, с 1865 по 1897 г. было утверждено всего 1558 уставов ссудосберегательных товариществ; из них не начало свою деятельность 207 товариществ, 1 было преобразовано в общество взаимного кредита, 633 закрылись, не имелось сведений о 13.
С 1895 деятельность ссудо-сберегательных товариществ стала регулироваться Положением об учреждениях мелкого кредита, от 1 июня 1895 года.
В 1896 году был принят образцовый устав ссудо-сберегательного товарищества.
С целью объединения деятельности ссудосберегательных товариществ, в начале 1898 г. был созван в Москве московским обществом сельского хозяйства первый всероссийский съезд представителей ссудосберегательных товариществ, собравший около 300 лиц.
В 1904 году было принято новое Положением об учреждениях мелкого кредита. В соответствии с данным положением было образовано Управление по делам мелкого кредита, в ведение которого было передано осуществление надзора за ссудо-сберегательными товариществами.